# عائلة فوربس
عائلة فوربس هي عائلة أمريكية ثرية لعبت أدورًا تاريخية بارزة ولعقود في بوسطن، ماساشوستس. ثروة عائلة تنبع من التداول التجاري بين أمريكا الشمالية والصين في القرن التاسع عشر بالإضافة إلى استثمارات أخرى في نفس الفترة.
اسم الأسرة ينحدر من المهاجرين الاسكتلنديين، ويمكن ارجاعه إلى السير جون دي فوربس في اسكتلندا في القرن الثاني عشر. من أفراد الأسرة الذين وصلوا إلى مكانة بارزة رجل الأعمال جون موراي فوربس (1813-1898)، والسياسي جون كيري (ولد في 1943).